# Ophiodes striatus
La víbora de cristal (nombre dado a varias especies relacionadas), Ophiodes striatus, es una especie de lagarto ápodo de la familia Diploglossidae. Su distribución geográfica abarca Argentina, Brasil, Paraguay y Uruguay.

## Descripción
Presenta un cuerpo cilíndrico, alargado, fusiforme, miembros anteriores ausentes, miembros (patas) posteriores vestigiales, sin dedos, cola muy larga. El largo total del hocico al ano es de 15 cm aproximadamente en los adultos.
Su coloración es grisácea, con bandas longitudinales de color negro, siete u ocho de ellas recorren el cuerpo. El vientre es de color crema. Se diferencia de Ophiodes intermedius, dado que esta especie tiene sobre el labio superior unas barras verticales de color negro, como si fueran estrías, de ello se desprende su nombre específico de O. striatus.
El hábitat de esta especie son los campos abiertos, con pastizales por los cuales se desplazan con mucha facilidad. Son insectívoros, que continuamente rastrean el suelo del pastizal, en busca de larvas. Se trata de una especie vivípara, cuyas crías al nacer tienen 50 mm.

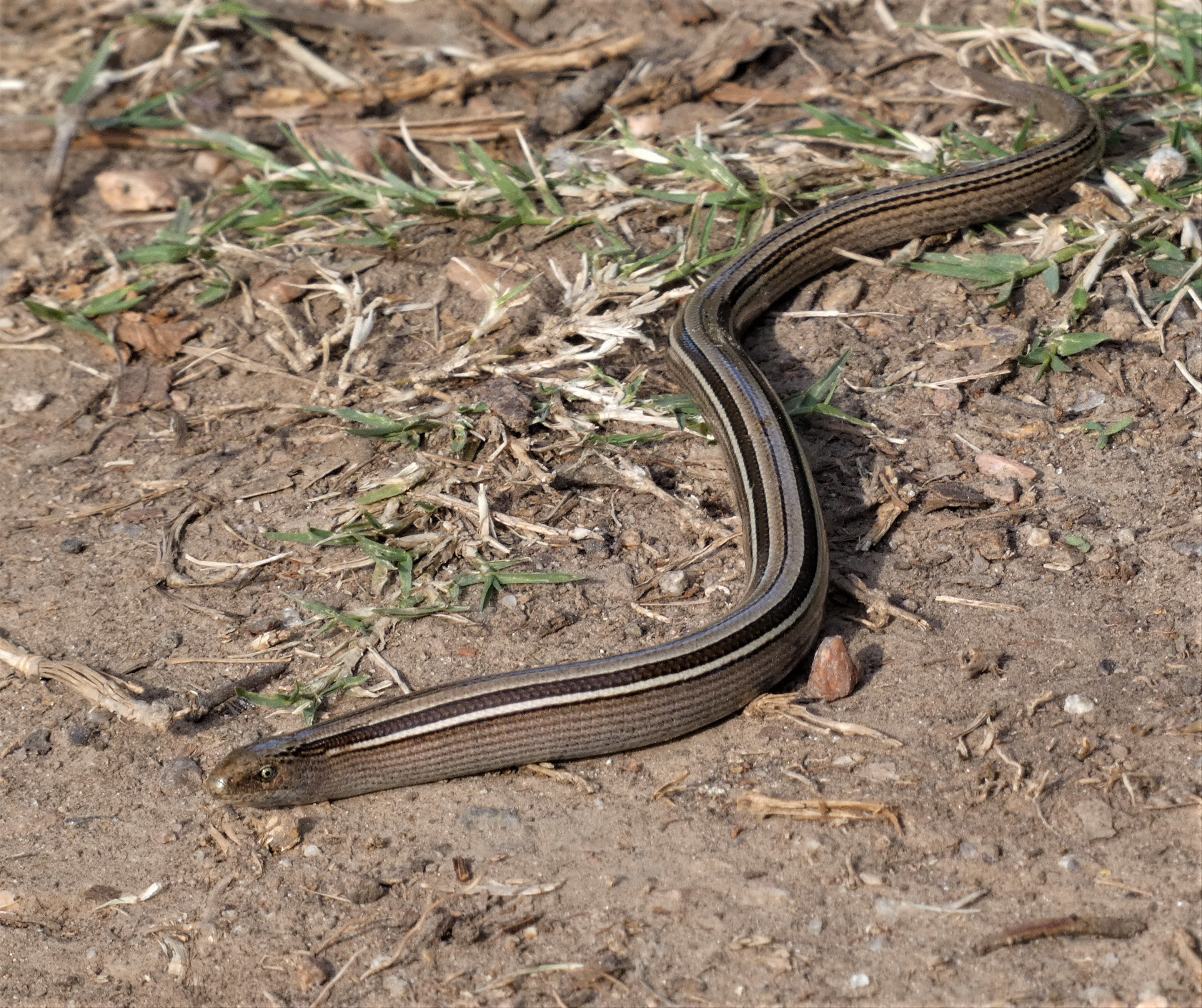
Ejemplar de Víbora de cristal marrón (Ophiodes striatus) registrado en Uruguay

Son fosoriales y es dificultosa la observación, se los encuentra debajo de troncos en descomposición. Se desprenden de la cola fácilmente cuando son capturados por ella.